# Ferula ammoniacum
Dorema ammoniacum · Dorème ammoniac
Espèce
La Dorème ammoniac (Ferula ammoniacum, encore très souvent citée sous le nom de Dorema ammoniacum) est une espèce de plantes à fleurs de la famille des Apiaceae, originaire d'Asie. Elle produit une gomme-résine connue sous le nom de gomme ammoniaque.

## Description
Cette plante peut atteindre 2,5 m de hauteur. Une gomme résine se trouve dans les cavités des tiges, des pétioles et des racines. Lorsque la tige est percée par un insecte, la gomme laiteuse s'en exsude naturellement. Elle sèche au contact de l'air et forme des larmes ou des blocs solides qui sont récoltés par les populations locales.

## Systématique
L'espèce a été décrite en 1833 par David Don sous le nom Dorema ammoniacum. En 2015, une étude phylogénétique a montré que le genre Dorema était niché au sein du genre Ferula. La plante a donc été renommée Ferula ammoniacum.
Ferula ammoniacum a pour synonymes :
- Diserneston hirsutum Lofius
- Diserneston hirsutum Lofius ex I.G.Borshch.
- Dorema ammoniacum D.Don
- Dorema hirsutum Lofius
- Dorema hirsutum Lofius ex I.G.Borshch.
- Ferula ammonifera Oken
- Peucedanum ammoniacum (D.Don) Baill.

## Habitat
Zones désertiques.

## Aire de répartition
Ferula ammoniacum est répartie de l'Iran jusqu'à l'ouest du Pakistan, en passant par le Turkménistan et l'Afghanistan.

## Utilisation
Cette plante est la principale source de gomme ammoniaque. Celle-ci est utilisée en enluminure pour poser la feuille d'or. Cette gomme est aussi utilisée depuis l'Antiquité pour ses propriétés médicinales. Elle aurait des vertus expectorantes, carminatives, stimulantes et antispasmodiques. Elle est aussi utilisée en parfumerie et pour la production de ciment au silicate.